# سیرکوئنت
سیرکوئنت (انگلیسی: Cirquent) شرکت فناوری اطلاعات آلمانی است، که در سال ۱۹۷۱ تأسیس شد.